# إدموند جيمس دي روتشيلد
البارون إدموند جيمس دي روتشيلد ((بالإنجليزية: Edmond James de Rothschild)‏؛ 19 أغسطس 1845 – 2 نوفمبر 1934) أحد زعماء الفرع الفرنسي لعائلة روتشيلد المالية اليهودية. كان روتشيلد داعم قوي للصهيونية وأضفت تبرعاته السخية دعماً كبيراً للحركة خلال سنواتها الأولى، مما ساعد في إنشاء دولة إسرائيل.

## روابط خارجية
- إدموند جيمس دي روتشيلد على موقع الموسوعة البريطانية (الإنجليزية)
- إدموند جيمس دي روتشيلد على موقع إن إن دي بي (الإنجليزية)